# رائد الأعمال السياسي
قد يشير مصطلح رائد الأعمال السياسي إلى أيٍ مما يلي:
- شخص (نشط غالبًا في مجال السياسة أو الأعمال) يؤسس مشروعًا سياسيًا أو جماعة أو حزبًا سياسيًا جديدًا.
- رجل أعمال يسعى لجني أرباح عن طريق الإعانات الحكومية، أو الحماية، أو العقود الحكومية، أو أي ترتيبات أخرى مفيدة مع الحكومة (الحكومات) عن طريق التأثير السياسي (يُعرَف أيضًا باسم الساعي للحصول على ريع اقتصادي).
- ممثل سياسي (ليس بالضرورة رجلاً سياسيًا) يسعى لتعزيز شعبيته ومسيرته المهنية السياسية عن طريق وضع سياسة ترضي عامة الجماهير.

## السياسي كرائد أعمال سياسي
في مجال الأعمال التجارية، تشمل ريادة الأعمال أناسًا يتحملون خطر المغامرة في مشروعات تجارية جديدة بهدف التفوق على أحد المنافسين وتحقيق أقصى حد ممكن من الأرباح.
وقد ارتبط رواد الأعمال عادةً بعالم الأعمال التجارية، رغم أن المصطلح يُستخدَم في الساحة السياسية أيضًا. على سبيل المثال، كتب تشو تاي ووك في عام 2004:
رائد الأعمال السياسي هو شخصية فاعلة سياسية تسعى لجني فوائد اجتماعية وسياسية معينة في مقابل تقديم السلع الشائعة التي يمكن للجماهير العامة غير المنظمة التشارك فيها. وهذه السلع الشائعة التي يحاول رواد الأعمال السياسيون تقديمها لعامة الناس تشمل بوجه عام السياسات العامة الأجنبية والمحلية، في حين تشمل الفوائد التي يطمحون في جنيها دعم الناخبين، والتقدير العام، والشهرة الشخصية.

### التاريخ والسياق الثقافي
شهد النشاط السياسي للأعمال الأمريكية مراحل مختلفة من التصاعد والتراجع. والاختلافات في كلٍ من الأعمال التجارية والتعبئة السياسية المقابلة يجب التعامل معها كمشكلات تتعلق بالتفسير والعمل الجماعي. ولكي نشرح الأنماط التاريخية للنشاط التجاري، ينبغي علينا دراسة ديناميكيات النظم الحزبية في السياسة الأمريكية. فيمتلك القادة الحزبيون، وليس الأعمال التجارية أو الأشخاص الآخرين الساعين وراء السياسات، أقوى الدوافع لاستيعاب تكاليف المعاملات المرتبطة إما بالعمل التجاري واسع النطاق أو العمل الجماعي المقابل. وعندما يرى رواد الأعمال الحزبيون فرصة لتغيير توزيع السلطة على المستوى المحلي، ينخرطون في نشاط استطرادي لإعادة صياغة مصالح الأعمال أو المصالح المضادة، ويتولون تعبئة هذه المصالح.
وثمة إطار عمل مقترح للتعامل مع فكرة الإصلاح وريادة الأعمال السياسية. ويستند هذا الإطار إلى المزج الحديث بين الاقتصاد السياسي وفق رؤية شومبتير، والصورة الموسعة من نموذج تولوك للديمقراطية كالمزايدات الامتيازية للاحتكار الطبيعي، وبعض العناصر الأساسية للاقتصاد المؤسسي الجديد. وقد ثبُت أن المشكلات المتعلقة بمعايير المنح غير الكافية والعقود غير الكاملة، التي قد تنشأ في مخططات المزايدة الاقتصادية، تتسم بها كذلك المنافسة السياسية. في الوقت نفسه، تمنح هذه الظروف مهلة لريادة الأعمال السياسية وفق رؤية شومبتير. وينطبق الأمر نفسه على العقبات العديدة التي تقف في طريق الدخول إلى عالم السياسة. فتؤثر هذه العقبات على التبادلية بين الاستقرار السياسي والتنافسية السياسية، وهي القضايا التي ستُناقَش مع التركيز بشكل خاص على دوافع ريادة الأعمال السياسية والفرص أمامها من حيث المخاطرة بالاستثمارات طويلة الأمد في الإصلاحات السياسية الرئيسية.

## رجل الأعمال كرائد أعمال سياسي
يُستخدَم المصطلح أيضًا على نحو مختلف تمامًا بواسطة مَن يرغبون في مقارنة ما يعتبرونه «ريادة أعمال سوقية» بمَن يستخدم النظام السياسي لتعزيز مغامرة تجارية أو مسيرته المهنية. وبناءً على هذا التعريف، رائد الأعمال السياسي هو رائد أعمال تجارية يسعى لجني الأرباح عن طريق الإعانات الحكومية، أو الحماية، أو العقود التجارية، أو أي ترتيبات أخرى مرضية مع الحكومة (الحكومات) عن طريق التأثير السياسي (يُعرَف أيضًا باسم إنعاش الشركات).
كتب إد يونكينز (في عام 2000): «يسعى رواد الأعمال السياسيون للحصول على مساعدات من الدولة، ويتلقونها. لذلك، فهم ليسوا رواد أعمال بالمعنى الحقيقي للكلمة.» ويقول توماس ديلورينزو أيضًا «رائد الأعمال السياسي ينجح بشكل أساسي عن طريق التأثير على الحكومة لتقدم الدعم المالي لعمله التجاري أو صناعته، أو لسنّ تشريع أو قانون يضر بمنافسيه.» وفي المقابل، يقول ديلورينزو «ينجح رائد الأعمال السوقي ماليًا عن طريق بيع منتج أحدث أو أفضل أو أقل تكلفة في السوق الحرة دون أي إعانات مادية من الحكومة، سواء أكانت مباشرة أم غير مباشرة.» ويعطي مثالاً على ذلك بمُصنِّع مصائد فئران يسعى لجني حصة في السوق عن طريق تصنيع مصيدة فئران أكثر كفاءة عن طريق كونه رائد أعمال سوقيًا، ومُصنِّع يعمل للضغط على الكونجرس لمنع استيراد مصائد الفئران المُصنَّعة في الخارج عن طريق كونه رائد أعمال سياسيًا. (ديلورينزو، توماس، الفصل السابع من كتاب How Capitalism Saved America (كيف أنقذت الرأسمالية أمريكا) 

ومن الناحية العملية، التقسيم بين رائد الأعمال السوقي ورائد الأعمال السياسي قد يكون غير واضح الملامح. فيتشارك الكثير من رواد الأعمال التجارية في خصائص هاتين الفئتين بدرجات متفاوتة. ومن الواضح أن مَن استحدث هذا المصطلح هو بورتون دابليو فولسوم جونيور في كتابه The Myth of the Robber Barons (أسطورة كبار رجال الأعمال).

## وصلات خارجية
- Cohen, Nissim (2012) “Policy entrepreneurs and the design of public policy: Conceptual framework and the case of the National Health Insurance Law in Israel” Journal of Social Research & Policy, 3 (1): 5-26.
- Choi Taewook (2004) “Promoting a Northeast Asia Economic Integration Policy”, Korea Focus, May-April, 2004, vol 12, no 2.
- Younkins, E. (2000) “Entrepreneurship Properly Understood”, Le Quebecois Libre, July 8, 2000, No. 64.